# ایندولیس امسیس
ایندولیس امسیس (انگلیسی: Indulis Emsis؛ زادهٔ ۲ ژانویهٔ ۱۹۵۲) یک سیاست‌مدار اهل لتونی است.وی از مارس تا دسامبر ۲۰۰۴ نخست‌وزیر این کشور بود.